# Belleville-sur-Loire
 Belleville-sur-Loire  es una población y comuna francesa, situada en la región de  Centro, departamento de Cher, en el distrito de Bourges y cantón de Léré.

## Demografía
| 321 | 352 | 288 | 448 | 1009 | 1088 |
| Para los censos de 1962 a 1999 la población legal corresponde a la población sin duplicidades (Fuente: INSEE [Consultar]) |     |     |     |      |      |